# Kim Or Azulay

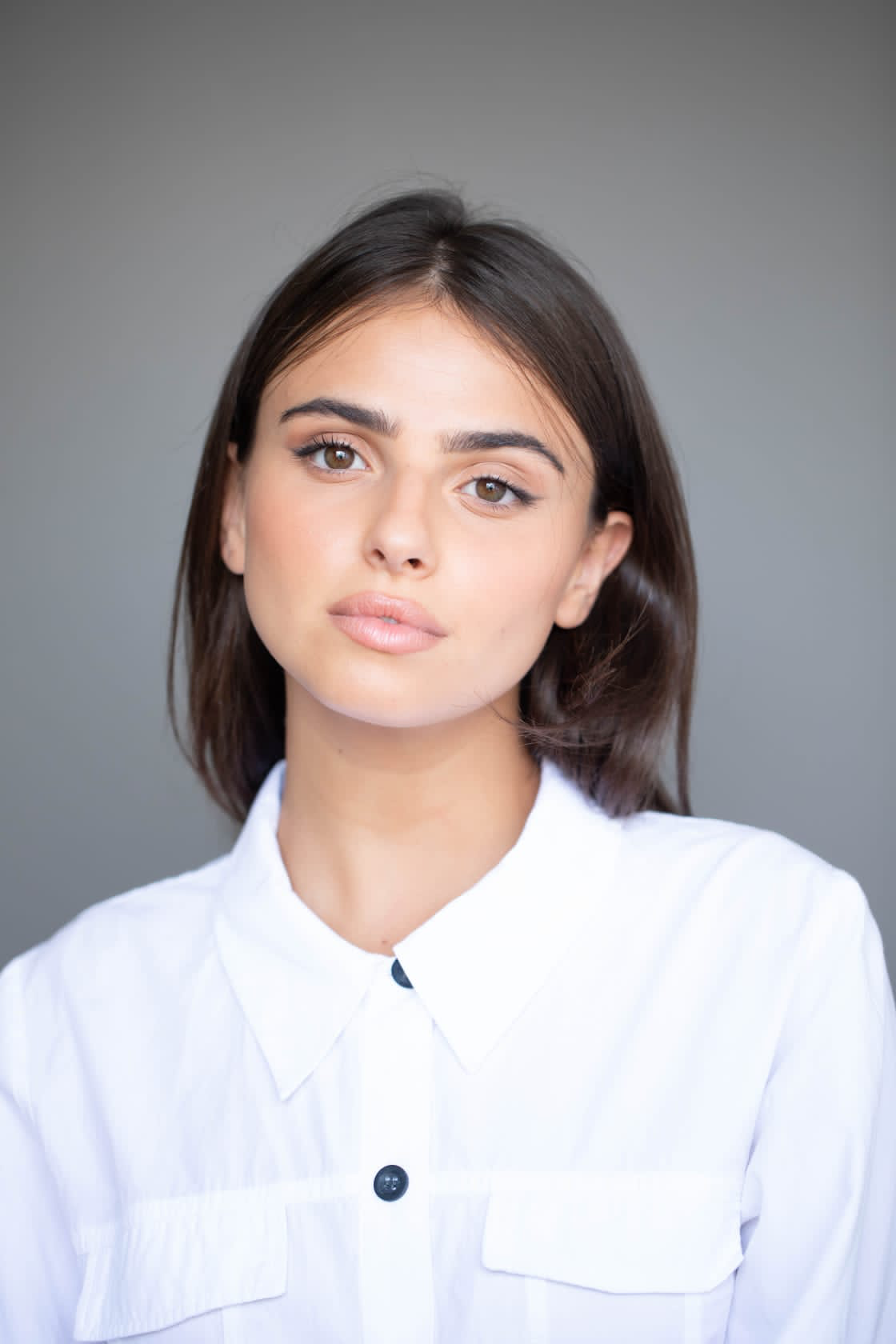
Kim Or Azulay

Kim Or Azulay (hebräisch קים אור אזולאי; * 27. September 2002 in Rishon LeZion, Israel) ist eine israelische Schauspielerin.

## Bipgrafie
Kim Or Azulay wurde am 27. September 2002 in Rishon LeZion geboren. 2018 spielte sie in der Fernsehserie Eilat mit. Im selben Jahr wurde sie für die Serie The stylist gecastet. Von 2018 bis 2020 war sie in Kacha Ze zu sehen. Zwischen 2020 und 2021 bekam Azulay in der Serie Spyders die Hauptrolle. Ihre nächste Hauptrolle bekam sie 2022 in dem Film HaSipur Shelanu. Anschließend trat sie 2023 in The Beauty Queen of Jerusalem auf.

## Filmografie (Auswahl)
Filme
- 2022: HaSipur Shelanu
- 2023: Running on Sand

Serien
- 2018: The stylist
- 2018: Eilat
- 2019: Beitzefer
- 2018–2020: Kacha Ze
- 2020–2023: Spyders
- 2021: Mekif Milano
- 2021: Menagen VeShar
- 2023: The Beauty Queen of Jerusalem
- 2023: Full Speed
- 2024: Manayek – Die Verräter (Manayek)